# スカイラー郡 (イリノイ州)
スカイラー郡（英: Schuyler County）は、アメリカ合衆国イリノイ州の西部に位置する郡である。2010年国勢調査での人口は7,544人であり、2000年の7,189人から4.9％増加した。郡庁所在地はラッシュビル（人口3,192人）であり、同郡で人口最大の都市でもある。

## 歴史
スカイラー郡は1825年にパイク郡とフルトン郡の一部を合わせて設立された。郡名はアメリカ独立戦争の将軍で、ニューヨーク州選出大陸会議代議員とアメリカ合衆国上院議員を務めたフィリップ・スカイラーに因んで名付けられた。

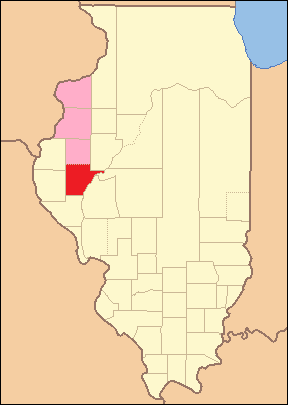
1825年創設時の郡領域、未編入領域を暫定的に含んでいた。ウォーレン郡とマーサー郡も郡政府ができるまで付設された
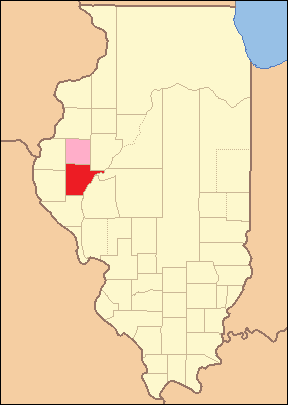
1826年から1830年まで、ウォーレン郡とマーサー郡はピオリア郡に付設され、北側の未編入領域はマクドナウ郡になったが、郡政府ができておらず、スカイラー郡に付設されたままだった
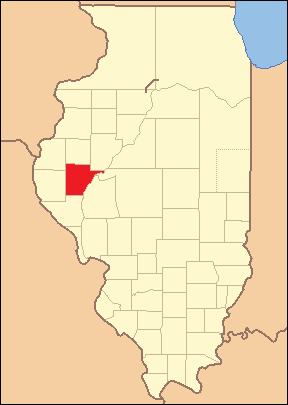
1830年から1839年まで、マクドナウ郡が分離
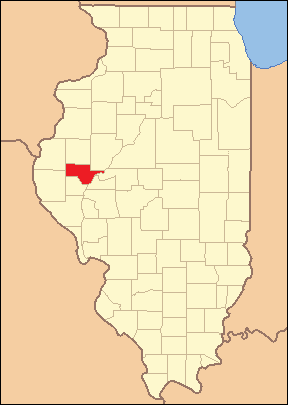
1839年から現在、ブラウン郡が分離

## 地理
アメリカ合衆国国勢調査局に拠れば、郡域全面積は441.33平方マイル (1,143.0 km2)であり、このうち陸地437.27平方マイル (1,132.5 km2)、水域は4.06平方マイル (10.5 km2)で水域率は0.92％である。

### 主要高規格道路
- アメリカ国道24号線
- アメリカ国道67号線
- イリノイ州道13号線
- イリノイ州道99号線
- イリノイ州道100号線
- イリノイ州道101号線
- イリノイ州道103号線

### 隣接する郡
- マクドナウ郡 - 北
- フルトン郡 - 北東
- メイソン郡 - 東
- カス郡 - 南東
- ブラウン郡 - 南
- アダムズ郡 - 南西
- ハンコック郡 - 北西

## 気候と気象
近年、郡庁所在地であるラッシュビル市の平均気温は1月の15°F (-9 ℃) から7月の87°F (31 ℃) まで変化している。過去最低気温は1905年2月に記録された-26°F (-32 ℃) であり、過去最高気温は1936年7月に記録された113°F (45 ℃) である。月間降水量は1月の1.55インチ (39 mm) から5月の5.14インチ (131 mm) まで変化している。

## 人口動態
以下は2000年国勢調査による人口統計データである。
| 基礎データ - 人口: 7,189人 - 世帯数: 2,975 世帯 - 家族数: 2,070 家族 - 人口密度: 6人/km2（16人/mi2） - 住居数: 3,304軒 - 住居密度: 3軒/km2（8軒/mi2） 人種別人口構成 - 白人: 98.80% - アフリカン・アメリカン: 0.22% - ネイティブ・アメリカン: 0.15% - アジア人: 0.11% - 太平洋諸島系: 0.01% - その他の人種: 0.21% - 混血: 0.49% - ヒスパニック・ラテン系: 0.54% 先祖による構成 - アメリカ人：31.9％ - ドイツ系：22.7％ - イギリス系：14.2％ - アイルランド系：9.8％ | 年齢別人口構成 - 18歳未満: 23.1% - 18-24歳: 7.1% - 25-44歳: 26.3% - 45-64歳: 24.2% - 65歳以上: 19.3% - 年齢の中央値: 41歳 - 性比（女性100人あたり男性の人口） - 総人口: 98.4 - 18歳以上: 95.6 世帯と家族（対世帯数） - 18歳未満の子供がいる: 28.7% - 結婚・同居している夫婦: 59.7% - 未婚・離婚・死別女性が世帯主: 7.1% - 非家族世帯: 30.4% - 単身世帯: 27.3% - 65歳以上の老人1人暮らし: 13.7% - 平均構成人数 - 世帯: 2.38人 - 家族: 2.87人 収入と家計 - 収入の中央値 - 世帯: 35,233米ドル - 家族: 41,489米ドル - 性別 - 男性: 29,253米ドル - 女性: 21,235米ドル - 人口1人あたり収入: 17,1548米ドル - 貧困線以下 - 対人口: 10.1% - 対家族数: 6.8% - 18歳未満: 11.7% - 65歳以上: 13.4% |

## 郡区
スカイラー郡は下記13の郡区に分割されている。
| - ベインブリッジ - バーミンガム - ブルックリン - ブラウニング - ブエナビスタ | - カムデン - フレデリック - ヒッコリー - ハンツビル - リトルトン | - オークランド - ラッシュビル - ウッドストック |

## 都市と町
- ラッシュビル - 郡庁所在地
- ブラウニング
- カムデン
- リトルトン

## 未編入の町
| - ベイダー - ブラフシティ - バーミンガム - ブルックリン - ドッズビル - フレデリック | - ハンツビル - レイトン - ニーリーズ - プレザントビュー - レイ - シェルドンズグロブ |